# Нечитайло Семен Васильович
Семен Нечитайло (1862, село Рушківка, Звенигородський повіт, Київська губернія — не раніше 1907) — член II Державної думи від Київської губернії.

## Життєпис
Походив із села Рушківка Звенигородського повіту Київської губернії.
Початкову освіту здобув удома. Перебував на військовій службі, де навчився грамоті. Два з половиною роки навчався у Херсонському фельдшерському училищі, після чого служив фельдшером у різних місцях. Потім займався землеробством (одна десятина).
6 лютого 1907 обраний до II Державної думи від з'їзду уповноважених від волостей. Входив до Трудової групи і до фракції Селянської спілки, вкінці травня 1907 перейшов до Української громади. Був членом комісії зі скасування військово-польових судів. Виступав з аграрного питання.
Доля після розпуску II Державної думи невідома.